# Chenail du Rocher Fendu
Pour les articles homonymes, voir Chenal.

Le chenail du Rocher Fendu, aussi orthographié chenal du Rocher-Fendu, est une section de la rivière des Outaouais, située à l'ouest de l'Île-du-Grand-Calumet, Pontiac, Québec (Canada). Tout le parcours de la rivière de ce côté de l'île est parsemé d'îlots, de chutes et de rapides où on pratique la descente en eau vive (rafting).